# Piscobalaena
Piscobalaena é um gênero extinto de pequeno cetáceo misticeto da família cetotheriidae, durante o meio e final do Mioceno. Seus fósseis foram descobertos na Formação Pisco do Peru e na Formação Bone Valley na Flórida.

## Descrição

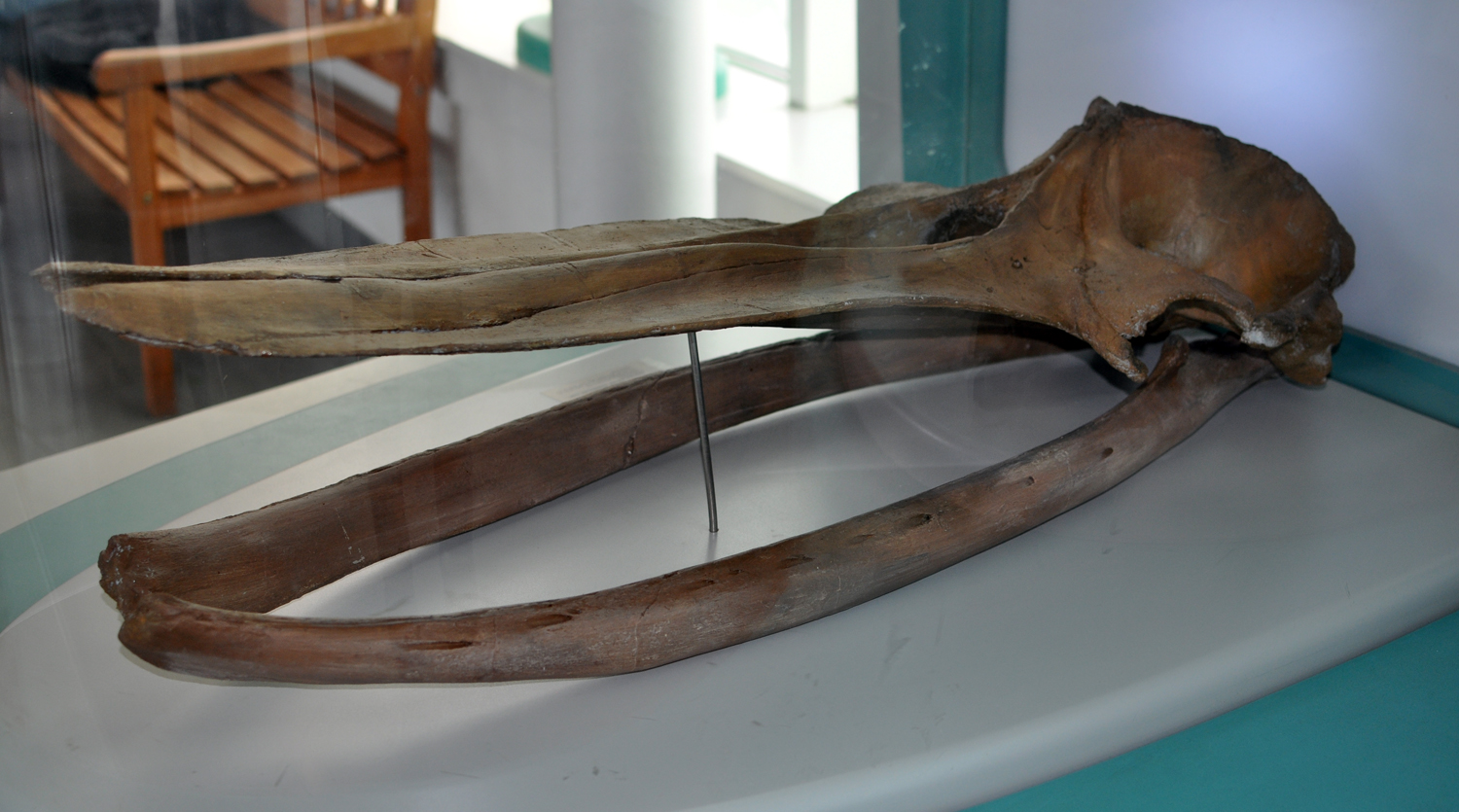
Crânio de Piscobalaena

O comprimento de Piscobalaena era provavelmente menor que 5 metros, e o crânio de um adulto tinha cerca de um metro. Piscobalaena é conhecida por alguns espécimes bem preservados, incluindo três indivíduos jovens e um adulto. Algumas características do crânio distinguem Piscobalaena das baleias modernas (como o formato do processo supraorbital).

## Paleobiologia
Como os misticetos atuais, Piscobalaena era um animal filtrador, provavelmente vivendo nas costas da américa do sul e norte.
Como outras baleias dessa época, Piscobalaena era predada pelo Megalodonte, e provavelmente por outros predadores de sua época, como é evidenciado em marcas de mordidas nos fósseis de mamíferos marinhos do final do mioceno.

## Classificação
Descrita pela primeira vez em 1989 por Pilleri e Siber, Piscobalaena é conhecida a partir de fósseis encontrados na Formação Pisco no Peru. Piscobalaena é considerada uma representante de Cetotheriidae , um grupo de misticetos com características primitivas semelhantes às de Balaenoptera, cujas espécies fósseis foram encontradas principalmente no hemisfério norte. O parente mais próximo de Piscobalaena parece ter sido Herpetocetus , do mioceno e plioceno do hemisfério norte.